# Østergade (Herning)
 For alternative betydninger, se Østergade. (Se også artikler, som begynder med Østergade)
 Der er for få eller ingen kildehenvisninger i denne artikel, hvilket er et problem. Du kan hjælpe ved at angive troværdige kilder til de påstande, som fremføres i artiklen.

Østergade er en vej i det centrale Herning. Den er ca. 500 meter lang, hvoraf de 300 meter er gågade.
Oprindeligt var vejen en del af hovedvejen, som gik igennem Herning, men efter at Dronningens Boulevard blev indviet i 1979, kunne man færdes sikkert i gaden.
Af markante bygninger kan nævnes Hammerhus (nr. 2), det tidligere Schou-Epa (nr. 8), Tinghuset (nr. 9), Ankerhus (nr. 11) og MCH Herning Kongrescenter (nr. 37).
| Trafik | Spire Denne trafikartikel er en spire som bør udbygges. Du er velkommen til at hjælpe Wikipedia ved at udvide den. |

|  | Denne artikel om en bygning eller et bygningsværk kan blive bedre, hvis der indsættes et (bedre) billede. Du kan hjælpe ved at afsøge Wikimedia Commons for et passende billede eller lægge et op på Wikimedia Commons med en af de tilladte licenser og indsætte det i artiklen. |

56°8′9.46″N 8°58′40.24″Ø / 56.1359611°N 8.9778444°Ø